# Jones (Oklahoma)
Jones es un pueblo ubicado en el condado de Oklahoma en el estado estadounidense de Oklahoma. En el año 2010 tenía una población de 2692 habitantes y una densidad poblacional de 76,05 personas por km².

## Geografía
Jones se encuentra ubicado en las coordenadas 35°33′52″N 97°17′27″O / 35.56444, -97.29083 (35.564510, -97.290860).

## Demografía
Según la Oficina del Censo en 2000 los ingresos medios por hogar en la localidad eran de $36,806 y los ingresos medios por familia eran $41,495. Los hombres tenían unos ingresos medios de $31,406 frente a los $23,393 para las mujeres. La renta per cápita para la localidad era de $16,388. Alrededor del 13.6% de la población estaban por debajo del umbral de pobreza.